# Maria d'Orléans (principessa di Danimarca)
Maria d'Orléans, (francese: Marie Amélie Françoise Hélène d'Orléans) (Richmond upon Thames, 13 gennaio 1865 – Copenaghen, 4 dicembre 1909), fu una principessa francese per nascita e danese per matrimonio.

## Biografia
Maria era la primogenita di Roberto d'Orléans, duca di Chartres, e di sua moglie, Francesca Maria d'Orléans. Suo padre, a sua volta era il secondogenito di Ferdinando Filippo d'Orléans e della duchessa Elena di Meclemburgo-Schwerin. Sua madre era invece la figlia di Francesco d'Orléans, principe di Joinville e della principessa Francesca di Braganza.
Nata durante il regno in Francia del rivale della sua famiglia, Napoleone III, Maria venne cresciuta in Inghilterra.

## Matrimonio
Dopo aver ricevuto la dispensa papale, Maria sposò, il 20 ottobre 1885, il principe Valdemaro di Danimarca, il più giovane tra i figli di re Cristiano IX, in una cerimonia civile tenutasi a Parigi e nuovamente, due giorni dopo, al Château d'Eu in una cerimonia religiosa. Dopo il matrimonio, Maria rimase cattolica, mentre il marito mantenne la fede luterana; essi aderirono quindi all'accordo dinastico che era d'uso in situazioni simili: i figli maschi sarebbero stati cresciuti nella fede del padre, mentre le femmine nella confessione materna. Ebbero cinque figli:
- Principe Aage di Danimarca (1887-1940), sposò Matilde Calvi dei Conti di Bergolo, ebbero un figlio;
- Principe Axel di Danimarca (1888-1964), sposò Margherita di Svezia, ebbero due figli;
- Principe Erik di Danimarca (1890-1950), sposò Lois Frances Booth, ebbero due figli;
- Principe Viggo di Danimarca (1893-1970), sposò Eleonora Green, non ebbero figli;
- Principessa Margherita di Danimarca (1895-1992), sposò il principe Renato di Borbone-Parma, ebbero quattro figli.

La coppia stabilì la propria residenza nel castello di Bernstorff, a Copenaghen, dove Valdemaro era nato; sin dal 1883 il marito di Maria vi aveva vissuto insieme al nipote e figlioccio, principe Giorgio di Grecia, figlio cadetto di Giorgio, fratello maggiore di Valdemaro, divenuto re di Grecia nel 1863. Il Re aveva, quindi, portato il ragazzo in Danimarca per arruolarlo nella flotta danese e lo consegnò alle cure del fratello Valdemaro, che era un ammiraglio della marina.
Sentendosi abbandonato dal padre, il giovane Giorgio, in seguito, descrisse alla sua fidanzata, la principessa Maria Bonaparte, il profondo attaccamento che sviluppo con lo zio da quel momento in poi.
Fu in questa situazione familiare ed in una relazione così profonda che Maria dovette introdursi; nel 1907, quando il principe Giorgio accompagnò la sua sposa a Bernstorff per la prima visita familiare, Maria si trovò in difficoltà nello spiegare alla nipote acquisita l'intimità che legava zio e nipote. Il legame tra di loro era tanto profondo che al termine di ognuna delle frequenti visite che Giorgio faceva a Bernstorff egli si metteva a piangere, mentre Valdemaro si ammalava; le rispettive mogli dovettero quindi imparare ad avere pazienza ed a non intromettersi nei momenti privati dei loro mariti.
In questa e nelle visite seguenti, la principessa Bonaparte diventò una grande ammiratrice della principessa d'Orléans, concludendo che lei era l'unico membro della grande famiglia del marito, in Danimarca e in Grecia, dotata di cervello, coraggio e carattere.
Sempre durante la prima visita in Danimarca, Valdemaro e Maria Bonaparte si trovarono a condividere quel tipo di grande intimità che la giovane principessa avrebbe desiderato avere con il marito, il quale, dal suo canto, sembrava goderne indirettamente, sedendosi o sdraiandosi vicino allo zio e alla moglie. In una delle visite seguenti, Maria Bonaparte portò avanti un'intensa relazione con il principe Aage, il primogenito di Valdemaro. In entrambi i casi Maria d'Orléans non fece alcuna obiezione, né si sentì obbligata a dedicarvi attenzione.
Giorgio di Grecia, parlando alla moglie, criticò Maria d'Orléans, affermando che ella avesse una relazione amorosa con lo stalliere del marito; Giorgio riteneva inoltre che Maria bevesse troppi alcolici e che non fosse in grado di nasconderne gli effetti. Maria Bonaparte, d'altronde, non trovò alcuna colpa nella principessa Maria d'Orléans, anzi ammirava la sua sopportazione ed indipendenza in circostanze che provocavano a lei stessa smarrimento e la estraniavano al marito.

## Controversie
Maria è stata descritta come impulsiva, spiritosa ed energica, e ha introdotto uno stile più rilassato alla rigida corte danese. Non ha mai pienamente imparato a parlare il danese. Diede ai suoi figli un'educazione libera, e il suo gusto artistico e delle sue abitudini bohemian  dominarono la sua famiglia. Lei era informale, non snob, credeva nell'uguaglianza sociale, ha espresso le sue opinioni e svolse i suoi doveri cerimoniali in maniera non convenzionale. Una volta ha scritto: "Io credo che una persona, a prescindere dalla sua posizione, dovrebbe essere se stessa" (1896). Lei ha detto una volta per quanto riguarda le denunce circa i suoi modi non convenzionali: "Lasciate che si lamentano, io sono altrettanto felice comunque".
Aveva chiesto il permesso al tribunale di uscire di casa senza una dama di compagnia, e lei aveva principalmente speso il suo tempo con gli artisti. Ha dipinto e fotografato ed è stata allieva di Otto Bache e Frants Henningsen. Ha partecipato alle mostre presso Charlottenborg nel 1889, 1901 e 1902, ed è stato membro del Danish Arts Academy.
Nel 1886, suo marito rifiutò il trono di Bulgaria con il suo consenso. Lei apparteneva alla sinistra e convinse il suocero ad accettare le riforme del 1901, che portò all'introduzione del parlamentarismo. Era una persona molto popolare in Danimarca.

## Morte
Valdemaro e tre dei figli di Maria si trovavano in India, diretti nel Siam, quando ricevettero la notizia che la moglie era morta a Copenaghen.

## Antenati
|                               |                          |                                            | Genitori                                     |  |  | Nonni |  |  | Bisnonni                 |  |  | Trisnonni                           |  |
|                               |                          |                                            |                                              |  |  |       |  |  | Luigi Filippo di Francia |  |  | Luigi Filippo II di Borbone-Orléans |  |
|                               |                          |                                            |                                              |  |  |       |  |  | Luigi Filippo di Francia |  |  | Luigi Filippo II di Borbone-Orléans |  |
|                               |                          | Luisa Maria Adelaide di Borbone-Penthièvre |                                              |  |  |       |  |  | Luigi Filippo di Francia |  |  |                                     |  |
| Ferdinando Filippo d'Orléans  |                          |                                            |                                              |  |  |       |  |  | Luigi Filippo di Francia |  |  |                                     |  |
|                               |                          | Maria Amalia di Borbone-Due Sicilie        | Ferdinando I delle Due Sicilie               |  |  |       |  |  |                          |  |  |                                     |  |
|                               |                          | Maria Amalia di Borbone-Due Sicilie        | Ferdinando I delle Due Sicilie               |  |  |       |  |  |                          |  |  |                                     |  |
|                               |                          | Maria Amalia di Borbone-Due Sicilie        | Maria Carolina d'Asburgo-Lorena              |  |  |       |  |  |                          |  |  |                                     |  |
| Roberto d'Orléans             |                          | Maria Amalia di Borbone-Due Sicilie        |                                              |  |  |       |  |  |                          |  |  |                                     |  |
|                               |                          | Federico Ludovico di Meclemburgo-Schwerin  | Federico Francesco I di Meclemburgo-Schwerin |  |  |       |  |  |                          |  |  |                                     |  |
|                               |                          | Federico Ludovico di Meclemburgo-Schwerin  | Federico Francesco I di Meclemburgo-Schwerin |  |  |       |  |  |                          |  |  |                                     |  |
|                               |                          | Federico Ludovico di Meclemburgo-Schwerin  | Luisa di Sassonia-Gotha-Altenburg            |  |  |       |  |  |                          |  |  |                                     |  |
| Elena di Meclemburgo-Schwerin |                          | Federico Ludovico di Meclemburgo-Schwerin  |                                              |  |  |       |  |  |                          |  |  |                                     |  |
|                               |                          | Carolina Luisa di Sassonia-Weimar-Eisenach | Carlo Augusto di Sassonia-Weimar-Eisenach    |  |  |       |  |  |                          |  |  |                                     |  |
|                               |                          | Carolina Luisa di Sassonia-Weimar-Eisenach | Carlo Augusto di Sassonia-Weimar-Eisenach    |  |  |       |  |  |                          |  |  |                                     |  |
|                               |                          | Carolina Luisa di Sassonia-Weimar-Eisenach | Luisa Augusta d'Assia-Darmstadt              |  |  |       |  |  |                          |  |  |                                     |  |
| Maria d'Orléans               |                          | Carolina Luisa di Sassonia-Weimar-Eisenach |                                              |  |  |       |  |  |                          |  |  |                                     |  |
|                               | Luigi Filippo di Francia | Luigi Filippo II di Borbone-Orléans        |                                              |  |  |       |  |  |                          |  |  |                                     |  |
|                               | Luigi Filippo di Francia | Luigi Filippo II di Borbone-Orléans        |                                              |  |  |       |  |  |                          |  |  |                                     |  |
|                               | Luigi Filippo di Francia | Luisa Maria Adelaide di Borbone-Penthièvre |                                              |  |  |       |  |  |                          |  |  |                                     |  |
| Francesco d'Orléans           | Luigi Filippo di Francia |                                            |                                              |  |  |       |  |  |                          |  |  |                                     |  |
|                               |                          | Maria Amalia di Borbone-Due Sicilie        | Ferdinando I delle Due Sicilie               |  |  |       |  |  |                          |  |  |                                     |  |
|                               |                          | Maria Amalia di Borbone-Due Sicilie        | Ferdinando I delle Due Sicilie               |  |  |       |  |  |                          |  |  |                                     |  |
|                               |                          | Maria Amalia di Borbone-Due Sicilie        | Maria Carolina d'Asburgo-Lorena              |  |  |       |  |  |                          |  |  |                                     |  |
| Francesca Maria d'Orléans     |                          | Maria Amalia di Borbone-Due Sicilie        |                                              |  |  |       |  |  |                          |  |  |                                     |  |
|                               |                          | Pietro IV del Portogallo                   | Giovanni VI del Portogallo                   |  |  |       |  |  |                          |  |  |                                     |  |
|                               |                          | Pietro IV del Portogallo                   | Giovanni VI del Portogallo                   |  |  |       |  |  |                          |  |  |                                     |  |
|                               |                          | Pietro IV del Portogallo                   | Carlotta Gioacchina di Borbone-Spagna        |  |  |       |  |  |                          |  |  |                                     |  |
| Francesca di Braganza         |                          | Pietro IV del Portogallo                   |                                              |  |  |       |  |  |                          |  |  |                                     |  |
|                               |                          | Maria Leopoldina d'Asburgo-Lorena          | Francesco II d'Asburgo-Lorena                |  |  |       |  |  |                          |  |  |                                     |  |
|                               |                          | Maria Leopoldina d'Asburgo-Lorena          | Francesco II d'Asburgo-Lorena                |  |  |       |  |  |                          |  |  |                                     |  |
|                               |                          | Maria Leopoldina d'Asburgo-Lorena          | Maria Teresa di Borbone-Due Sicilie          |  |  |       |  |  |                          |  |  |                                     |  |
|                               |                          | Maria Leopoldina d'Asburgo-Lorena          |                                              |  |  |       |  |  |                          |  |  |                                     |  |